# Frans
Frans és un municipi francès situat al departament de l'Ain i a la regió d'Alvèrnia-Roine-Alps. L'any 2007 tenia 1.972 habitants.

## Demografia

### Població
El 2007 la població de fet de Frans era de 1.972 persones. Hi havia 647 famílies de les quals 74 eren unipersonals (37 homes vivint sols i 37 dones vivint soles), 213 parelles sense fills, 335 parelles amb fills i 25 famílies monoparentals amb fills.
La població ha evolucionat segons el següent gràfic:
Habitants censats

### Habitatges
El 2007 hi havia 687 habitatges, 659 eren l'habitatge principal de la família, 5 eren segones residències i 23 estaven desocupats. 662 eren cases i 25 eren apartaments. Dels 659 habitatges principals, 574 estaven ocupats pels seus propietaris, 78 estaven llogats i ocupats pels llogaters i 8 estaven cedits a títol gratuït; 15 tenien dues cambres, 44 en tenien tres, 203 en tenien quatre i 397 en tenien cinc o més. 607 habitatges disposaven pel capbaix d'una plaça de pàrquing. A 203 habitatges hi havia un automòbil i a 436 n'hi havia dos o més.

### Piràmide de població
La piràmide de població per edats i sexe el 2009 era:
| Homes | Edats   | Dones |
| ----- | ------- | ----- |
| 4     | 95 o +  | 0     |
| 0     | 90 a 94 | 4     |
| 0     | 85 a 89 | 0     |
| 4     | 80 a 84 | 20    |
| 12    | 75 a 79 | 16    |
| 32    | 70 a 74 | 20    |
| 24    | 65 a 69 | 24    |
| 36    | 60 a 64 | 36    |
| 60    | 55 a 59 | 28    |
| 96    | 50 a 54 | 104   |
| 64    | 45 a 49 | 56    |
| 88    | 40 a 44 | 84    |
| 100   | 35 a 39 | 100   |
| 56    | 30 a 34 | 40    |
| 24    | 25 a 29 | 48    |
| 32    | 20 a 24 | 40    |
| 116   | 15 a 19 | 52    |
| 112   | 10 a 14 | 84    |
| 64    | 5 a 9   | 56    |
| 48    | 0 a 4   | 48    |

## Economia
El 2007 la població en edat de treballar era de 1.342 persones, 986 eren actives i 356 eren inactives. De les 986 persones actives 926 estaven ocupades (511 homes i 415 dones) i 60 estaven aturades (29 homes i 31 dones). De les 356 persones inactives 118 estaven jubilades, 146 estaven estudiant i 92 estaven classificades com a «altres inactius».

### Ingressos
El 2009 a Frans hi havia 681 unitats fiscals que integraven 2.000,5 persones, la mediana anual d'ingressos fiscals per persona era de 22.413 €.

### Activitats econòmiques
Dels 86 establiments que hi havia el 2007, 1 era d'una empresa extractiva, 1 d'una empresa alimentària, 3 d'empreses de fabricació de material elèctric, 10 d'empreses de fabricació d'altres productes industrials, 16 d'empreses de construcció, 22 d'empreses de comerç i reparació d'automòbils, 2 d'empreses d'hostatgeria i restauració, 1 d'una empresa d'informació i comunicació, 2 d'empreses financeres, 4 d'empreses immobiliàries, 16 d'empreses de serveis, 4 d'entitats de l'administració pública i 4 d'empreses classificades com a «altres activitats de serveis».
Dels 26 establiments de servei als particulars que hi havia el 2009, 7 eren tallers de reparació d'automòbils i de material agrícola, 1 taller d'inspecció tècnica de vehicles, 5 paletes, 2 guixaires pintors, 5 fusteries, 1 lampisteria, 1 electricista, 2 perruqueries, 1 restaurant i 1 agència immobiliària.
L'any 2000 a Frans hi havia 8 explotacions agrícoles.

## Equipaments sanitaris i escolars
L'únic equipament sanitari que hi havia el 2009 era una ambulància.
El 2009 hi havia una escola elemental.

## Poblacions més properes
El següent diagrama mostra les poblacions més properes.